# Cycnoches thurstoniorum
Cycnoches thurstoniorum är en orkidéart som beskrevs av Dodson. Cycnoches thurstoniorum ingår i släktet Cycnoches, och familjen orkidéer. Inga underarter finns listade i Catalogue of Life.